# T'estimo, imbècil
T'estimo, imbècil (originalment en castellà, Te quiero, imbécil) és una pel·lícula comèdia romàntica espanyola del 2020 escrita i dirigida per Laura Mañá. La pel·lícula és protagonitzada per Quim Gutiérrez, Natalia Tena i Alfonso Bassave en els papers principals. Ha estat doblada al català.
La pel·lícula ha estat produïda per Brutal Media, Minoria Absoluta, Lastor Media i Yo hombre la película AIE, amb la participació de l'ICEC, RTVE, TV3 i Netflix. Distribuïda per Filmax, la pel·lícula es va estrenar a les sales d'Espanya el 24 de gener de 2020. També es va emetre a través de Netflix el 15 de maig de 2020. El 25 d'agost de 2021 es va estrenar el doblatge al català a TV3.
La cinta va rebre crítiques diverses de la crítica.

## Sinopsi
Al Marcos l'ha deixat la xicota just quan ell li volia demanar matrimoni, l'han fet fora de la feina i torna a viure amb els pares. La seva vida s'ha convertit de cop en un desastre, i dels grossos. Amb aquest panorama, el Marcos està decidit a reinventar-se i triomfar, però no té ni punyetera idea de per on començar. Per això es dirigeix al lloc on es troba tot: internet. Mentre intenta aplicar els consells d'un youtuber, Marcos es trobarà per casualitat amb una antiga amiga de l'escola, una nova cap, la seva exparella, uns col·legues molt intensos i una pila de dubtes existencials.

## Repartiment
- Quim Gutiérrez com a Marcos
- Natalia Tena com a Raquel
- Alfonso Bassave com a Diego
- Alba Ribas com a Ana
- Patricia Vico com a Lorena
- Ernesto Alterio com a Sebastián Vennet

## Premis i nominacions
| Any  | Premi             | Categoria              | Nominat         | Resultat | Ref           |
| ---- | ----------------- | ---------------------- | --------------- | -------- | ------------- |
| 2021 | XIII Premis Gaudí | Millor actor secundari | Ernesto Alterio | Nominat  | [ 10 ] [ 11 ] |